# ワインディングヒート
『ワインディングヒート』 (Winding Heat) はコナミ（現・コナミデジタルエンタテインメント）から1996年にリリースされたアーケード用レースゲーム。1995年に同社から発売されたミッドナイトラン：ロードファイター2の続編で、首都高速道路を舞台としていた前作とは打って変わり、今作は日本の峠が舞台である。

## ゲーム概要
ステアリング、ブレーキ&アクセルペダル、ビューチェンジボタン、シフトレバーで操作する。制限時間内にゴールしないとゲームオーバーになる。前作同様、レースゲームとしては珍しくプレイ中にボタンを押すことでAT / MTの切り替えを任意かつ自由に行うことができる。また、前作同様、障害物としてアザーカーが登場し、障害物のアザーカーを避けながらトップを目指すというルールである。また、スピードを出しながら壁やアザーカーにぶつかるとスピンする演出がある。制限時間内にゴールするとスタッフロールが流れる。タイムアタックモードではアザーカーは登場せず、ライバル車との真剣勝負が求められる。
レースの最後の周でトップを独走していると新たなライバルマシンが乱入してくるが、このライバルに抜かれても順位の変動はない。

## コース
初級
早朝のオーバルコース。最初は平野に挟まれた道路を走り、途中の岩の切通しを通過するとトンネルに入り、トンネルを抜けると渓谷に入りアーチ橋を通過する。アーチ橋を通過すると又、トンネルに入る。2回目のトンネルを抜けると再び平野に戻る。このコースは最終ラップには飛行機が通過するシーンもある。BGMは「DANCE!」。
中級
秋の渓谷を走るコース。最初は市街地からスタートする。アザーカーは少ないが、コーナー区間が多い。BGMは「YO!MAN!」。
上級
コーナーの多い峠を走るコース。中級同様、アザーカーは少ないが、コーナー区間が多い。難易度がかなり高く、1回のミスでタイムを削ってしまうことがある。BGMは「ONE TWO THREE FOUR」。

## 登場車両
本作に登場する車は全て実在する車種だが、同期に発売された「サイドバイサイド」（タイトー）と同様、実在する車種をモデルとした車両が多数登場する。また、大雑把であるが、｢最高速度重視｣や「グリップ重視」等のセッティングが可能である。
- 日産・スカイラインGT-R BCNR33（白、ダークブルー(隠しコマンド)）テールランプが変更されている。
- 日産・シルビア PS13（白）
- 日産・180SX RPS13（黒/金、黒（隠しコマンド））
- マツダ・RX-7 FC3S（青、白（隠しコマンド））
- マツダ・RX-7 FD3S（赤）
- マツダ・ロードスター NA6CE（緑）
- ホンダ・シビック EG6（青）
- ホンダ・ビート（黄色）
- トヨタ・スープラ JZA80（銀色）
- トヨタ・MR2 SW20（赤）
- トヨタ・スプリンタートレノAE86（白/黒）
- メルセデス・ベンツ・Cクラス(W202)（銀色）
- ポルシェ・911(964)（黒）
- フェラーリ・F40（赤）

登場する車種は走り屋風の車種が多く、一部Optionおよびその姉妹誌の協力により、それら雑誌に掲載されている車種をモデルにしている車種も存在しており、
また、アザーカーも実車をモデルとしたものである（6代目トヨタ・マークII、二代目三菱・パジェロ、初代スズキ・ワゴンR、日野・スーパードルフィンのダンプカー）。ちなみにコース決定時にアクセルを踏みっぱなしで、マシン選択画面でシフトレバーをUPすると3台の隠しカーを選ぶことができる。